# Ole Wendroth
Ole Wendroth (* 1961) ist ein deutscher Agrarwissenschaftler und Hochschullehrer.

## Leben
Wendroth schloss im Jahr 1980 seine schulische Ausbildung an der Paul-Gerhardt-Schule Dassel ab. 1981/1982 machte er eine landwirtschaftliche Lehre. An der Universität Göttingen machte er im Jahr 1987 seinen Diplomabschluss in Agrarwissenschaft und im Jahr 1990 bei Wilfried Ehlers seinen Doktor mit einer Arbeit zum Thema Koeffizienten des Wasser- und Gastransportes zur Ableitung von Kenngrössen des Bodengefüges. Per DAAD-Programm war er 1990/1991 an der University of California, Davis, dort auch 1991/1992 als Postdoc.
Im Jahr 1992 zog er mit seiner Familie nach Müncheberg und war von 1992 bis 2004 als Forscher am Leibniz-Zentrum für Agrarlandschaftsforschung tätig. In diesem Zeitraum hatte er sich im Jahr 2001 an der TU Berlin habilitiert.
Von 2004 bis 2012 war er Associate Professor an der University of Kentucky. Dort ist er seitdem Professor für Bodenphysik.
Seine Forschungen gelten den Themen Biomasse und Transportvorgänge von Flüssigkeiten im Erdboden. Hierzu machte er zahlreiche Veröffentlichungen.